# Cemi

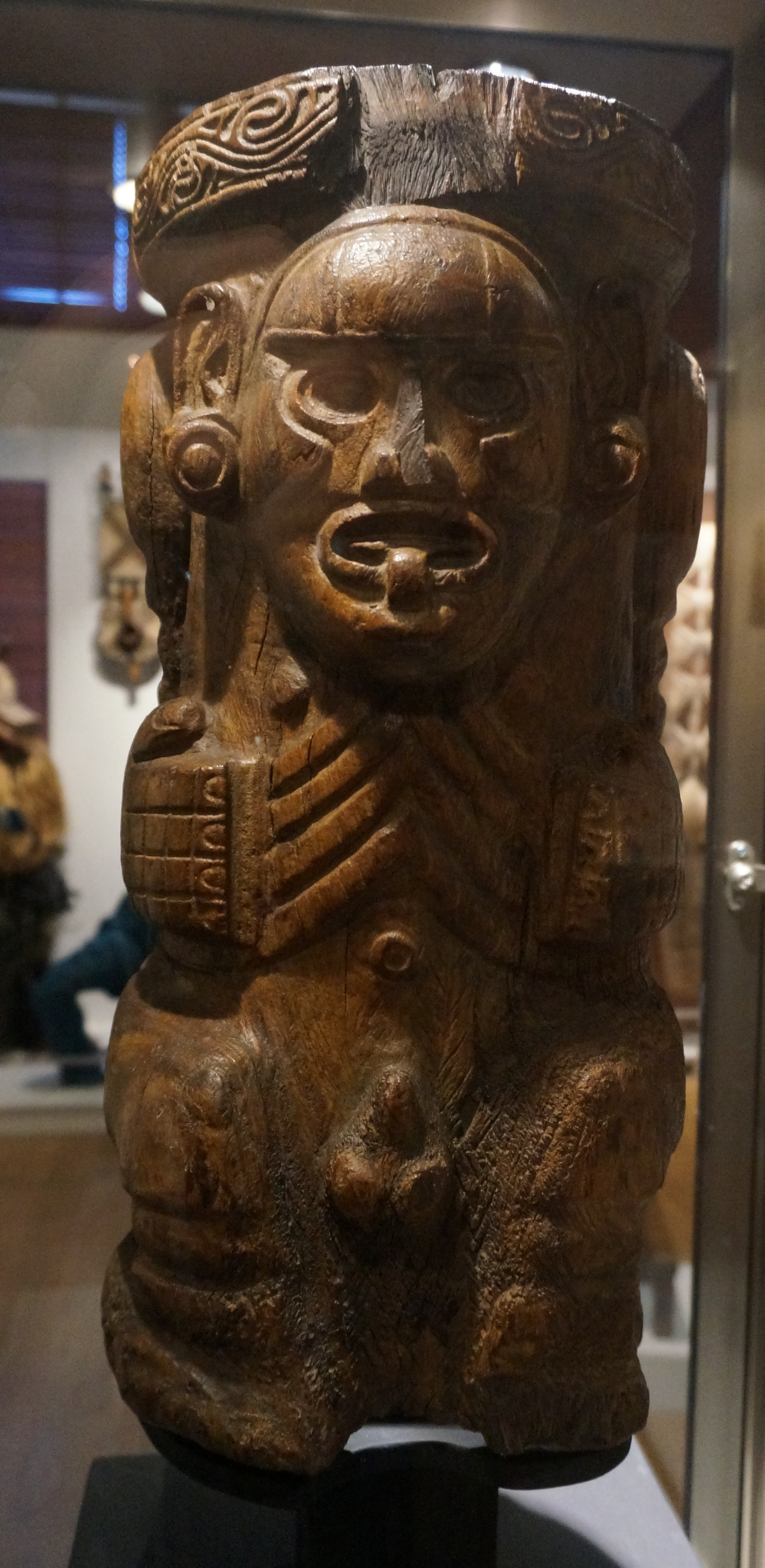
Cémi au Musée Barrois.

Zemi ou Cémi désigne un dieu ou un esprit-ancêtre ainsi qu'une sculpture abritant l'esprit d'un ancêtre du peuple Taïnos.
Les peuples des Caraïbes taïnos 5000 BCE Caribs 300 BCE n'ont pas construit de grands temples ni de grandes villes chargées d'art monumental. Ils représentaient leurs héros mythiques par des sculptures de bois, pierre ou coquillage(s). Ces objets appelés Zemis possède(raie)nt un pouvoir surnaturel tant dans leurs formes que dans la matière qui les composent.

## Art
Le cémi est une sculpture de bois de pierre ou d'argile, gardée dans des maisons. Elles sont utilisées par des chamanes pour des cérémonies pour de meilleures récoltes, des soins, une aide pour une personne ou un groupe.

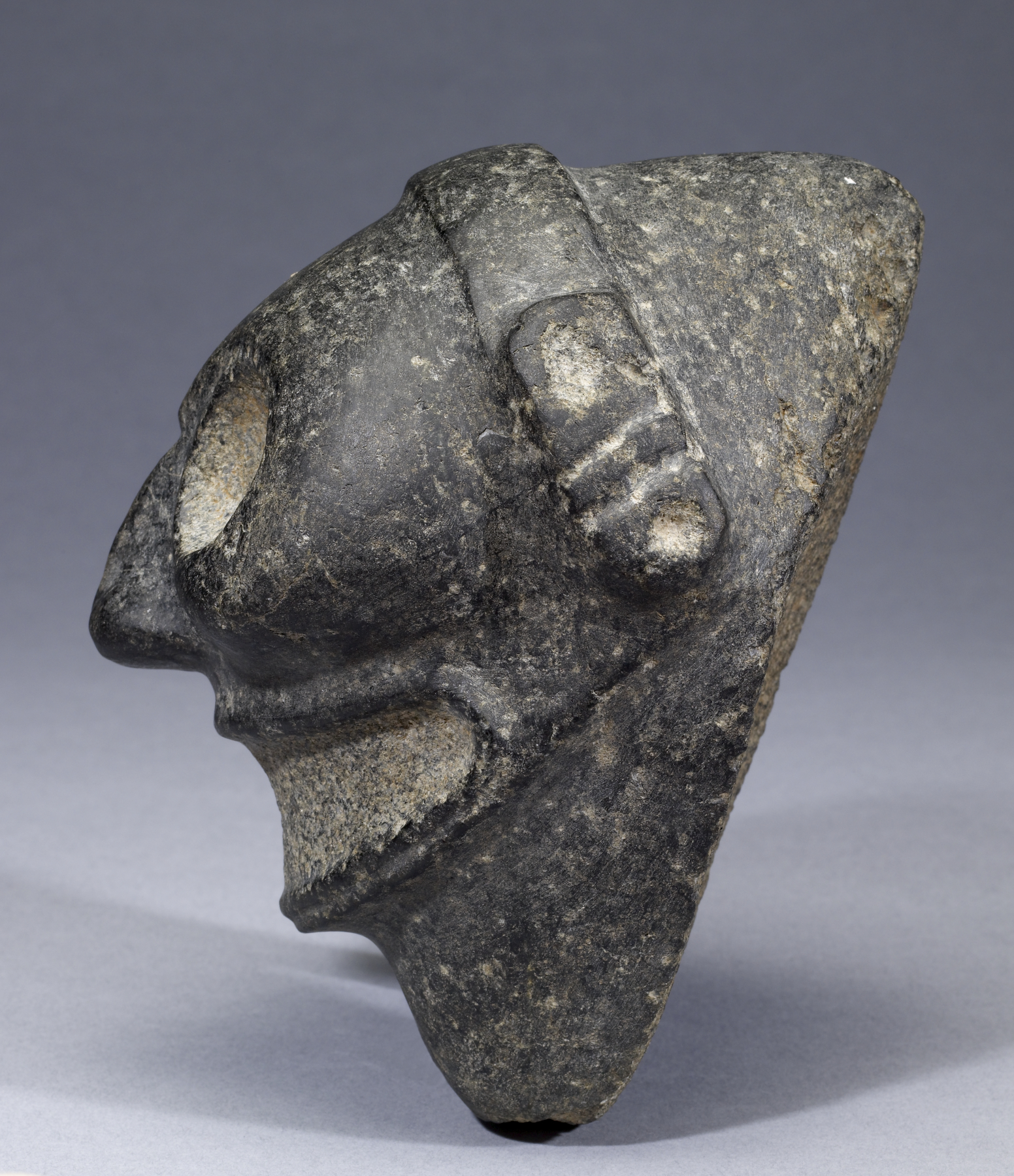
Figure humaine dans un système trinitaire, Walters Art Museum.

Sous forme d'amulette, la sculpture était triangulaire, avec gravure de tête humaine ou animale.

## Religion

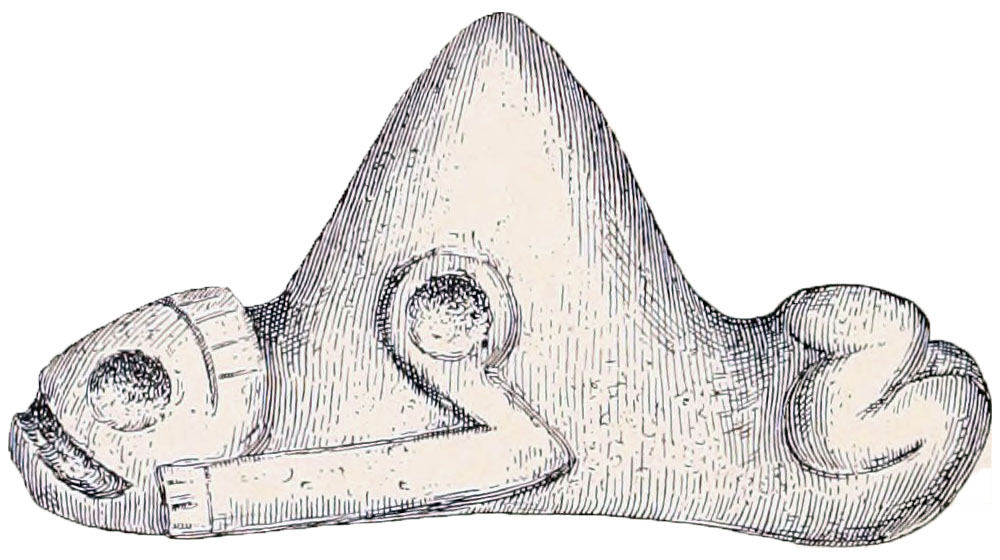
Cémi trinitaire.

Le panthéon est polythéiste. L'animisme permettait aux chamanes d'entrer en contact avec des esprits des ancêtres, fonctionnant comme intercesseurs des cémies. Les cémies, comme urne, pouvaient contenir des restes humains, supposés capables d'exhaucer des vœux, en particulier ceux de ces descendants.